# Tribunal do Júri
No direito brasileiro, o Tribunal do Júri é um órgão do Poder Judiciário responsável pelo julgamento de crimes dolosos contra a vida. O Tribunal do Júri é composto por um juiz de carreira ("juiz togado") e vinte e cinco jurados, pessoas do povo escolhidas mediante sorteio, dos quais sete compõe o chamado Conselho de Sentença, responsável pelo julgamento do acusado. Ao Conselho de Sentença cabe a decisão sobre a autoria e materialidade do crime; ao juiz togado, a fixação da pena e a condução do julgamento. Estabelece a Constituição Federal (CF) que as decisões do Tribunal do Júri são soberanas e sigilosas. A soberania das decisões significa que o veredito do Conselho de Sentença não pode ser revisto pelo Poder Judiciário. Já o sigilo implica em decisões realizadas sob o sistema da íntima convicção, dispensando a fundamentação por parte dos jurados. No Brasil, os jurados também não deliberam entre si para chegar ao veredicto, sendo a votação individual e a decisão tomada por maioria simples.
A Constituição brasileira não apresenta uma lista de "crimes dolosos contra a vida", de modo que a competência do Tribunal do Júri é construída por doutrina e jurisprudência. O entendimento amplamente majoritário aponta que o crimes de homicídio, induzimento, instigação ou auxílio a suicídio, infanticídio e aborto são de competência do Tribunal do Júri, desde que presente o dolo do agente, já que se configuram em crimes contra a vida. Tipos penais que não atentem contra a vida da vítima, mas que acabem resultando em morte - como o latrocínio ou a lesão corporal seguida do resultado morte - não são considerados como "crimes contra a vida", e, portanto, não são de competência do Tribunal do Júri. Ao Tribunal do Júri também compete as infrações penais conexas aos crimes dolosos contra a vida.
O Tribunal do Júri é figura polêmica no direito brasileiro. O julgamento de um acusado por um corpo de jurados - pessoas, em regra, desprovidas de conhecimentos técnico-jurídicos - é objeto de crítica constante. A inexistência de um dever de motivação das decisões também é criticada. Não obstante as vozes contrárias, a Constituição Federal de 1988 situa o órgão dentro dos direitos e garantias fundamentais, de modo que o Tribunal do Júri não pode ser suprimido, por ser considerado cláusula pétrea.

## Tribunal do Júri na Constituição de 1988
"É reconhecida a instituição do júri, com a organização que lhe der a lei, assegurados: a) a plenitude de defesa; b) o sigilo das votações; c) a soberania dos veredictos; d) a competência para o julgamento dos crimes dolosos contra a vida;"
— Constituição Federal de 1988, artigo 5º, inciso XXXVIII.
O Tribunal do Júri é o único órgão jurisdicional que se encontra inserido no artigo 5º da Constituição Federal, que trata dos direitos e garantias fundamentais. Os demais órgãos do Poder Judiciário estão inseridos em capítulo próprio ("Do Poder Judiciário", Capítulo III), entre os artigos 92 a 126. Segundo a doutrina, essa posição topográfica do Tribunal do Júri na Constituição foi a forma de o constituinte instituir o órgão como "uma garantia de defesa do cidadão contra as arbitrariedades dos representantes do poder, ao permitir a ele ser julgado por seus pares", nas palavras de Renato Brasileiro. O Tribunal do Júri, portanto, exerce uma função democrática, ao permitir a participação popular dentro do Poder Judiciário. Aliás, "A participação em um julgamento permite que os jurados compreendam melhor o funcionamento do sistema de justiça, promovendo maior conscientização sobre os direitos e deveres cívicos", como cita Rodrigo Faucz.
Por estar inserido no artigo 5º da Constituição Federal, o Tribunal do Júri é considerado uma cláusula pétrea da Carta brasileira. Isso significa que são vedadas emendas à Constituição tendentes à abolir o órgão. Em outras palavras, não é órgão que possa ser removido do ordenamento brasileiro, salvo com a promulgação de nova Constituição Federal. Por outro lado, as competências do Tribunal do Júri podem ser ampliadas para abarcar outros crimes que não apenas os dolosos contra a vida, seja mediante emenda constitucional, seja mediante simples lei ordinária.

### Plenitude de defesa
A Constituição Federal diferencia a "ampla defesa", que é assegurada a todos os acusados (art. 5º, LV), da "plenitude de defesa", assegurada aqueles submetidos ao Tribunal do Júri. Não há consenso sobre o conteúdo da "plenitude de defesa", mas a maioria dos autores entende que essa implica em um exercício de defesa em um grau ainda maior do que a ampla defesa. Esse grau maior reside no fato de que a plenitude de defesa permite a utilização de argumentos não jurídicos, admitindo-se razões de ordem social, moral, religiosa, etc. Em outras palavras, dispensa-se a obrigatoriedade de uma defesa técnica, pautada unicamente em fundamentos legais. Essa dispensa justifica-se pelo fato dos jurados serem, em regra, leigos em Direito, de modo que se permite a defesa com base em fatos não jurídicos. Renato Lima ainda aponta como aspecto da plenitude de defesa a possibilidade de o acusado também apresentar sua defesa pessoal (autodefesa), defesa essa que deverá ser incluída pelo juiz quando da quesitação aos jurados, sob pena de nulidade do processo. Há decisão do Supremo Tribunal Federal (STF), contudo, se manifestando pela necessidade de quesitação apenas da defesa técnica, dispensando o questionamento acerca da autodefesa.

### Sigilo das votações

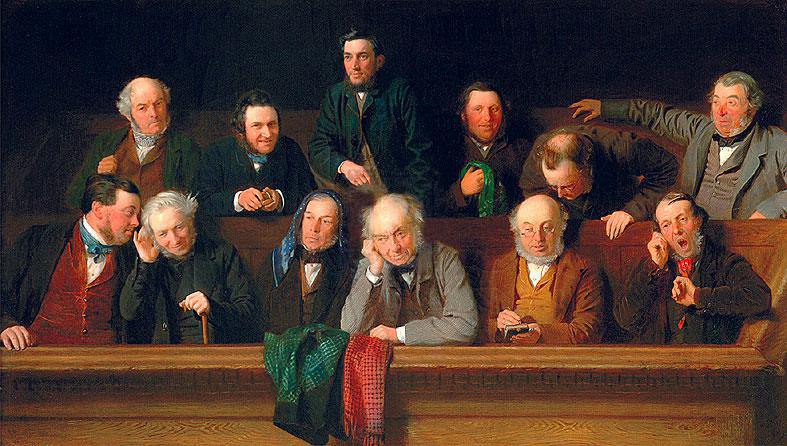
O Júri (1861), por John Morgan. Diferente da pintura, no Brasil é requerido que os jurados não se comuniquem entre si.

A decisão dos jurados deve ser sigilosa. Para assegurar esse sigilo, o Código de Processo Penal (CPP) determina que a votação ocorra em uma sala especial; na falta de uma, o juiz deve determinar a saída do público do recinto de julgamento. Devem estar presentes na sala especial, quando dos votos dos jurados, o representante do Ministério Público (MP) e o advogado do acusado, além do juiz e os auxiliares da justiça. Ao acusado não é permitido assistir a votação, evitando assim que os jurados se sintam constrangidos pela sua presença. Caso o acusado atue como seu próprio advogado, deve ser nomeado defensor exclusivamente para acompanhar a quesitação.
O sigilo das votações impõe o dever de silêncio entre os jurados, significando que esses não poderão comunicar-se entre si e com outrem. A regra de incomunicabilidade impede que um dos jurados possa influir no ânimo e no espírito dos demais, influenciando sua decisão. O sistema brasileiro, nesse aspecto, é completamente diferente do sistema americano, no qual é permitido que os jurados se manifestem livremente. Os jurados que desrespeitem a regra da incomunicabilidade serão excluídos do julgamento e multados em 1 a 10 salários mínimos, a critério do juiz, de acordo com sua condição econômica.
Os jurados devem se manter incomunicáveis durante todo o julgamento. Caso o julgamento demore horas, ou até mesmo mais de um dia, os jurados deverão fazer suas refeições no próprio prédio do Fórum, e ali dormir, se for o caso, para evitar o contato com o mundo exterior. Segundo o STF, não configura quebra da regra da incomunicabilidade a comunicação pelo jurado a terceiros, mediante uso de telefone celular, de que fora selecionado para participar do júri, sem a divulgação de dados do processo. Também não há quebra da incomunicabilidade se o jurado, após o julgamento, revela seu voto; a regra vige apenas enquanto durar a audiência.
Para proteger o sigilo dos votos, o Código de Processo Penal prevê que a resposta negativa de mais de 3 jurados aos quesitos atinentes à materialidade do fato e autoria ou participação encerra a votação e implica a absolvição do acusado, sem que seja necessário se proceder à colheita dos demais votos. Com isso, se evita a identificação dos votos no caso de decisão unânime dos jurados. Apesar de a lei prever esse procedimento apenas para certos quesitos, a doutrina e a jurisprudência entendem que a regra deve ser aplicada em toda quesitação, de modo a interromper a votação sempre que existirem 4 votos num mesmo sentido.

### Soberania dos veredictos
A decisão dos jurados ("veredito"), por representar a vontade popular, é soberana e não pode ser modificada pelos juízes. Como qualquer decisão proferida pelo Poder Judiciário, o veredito dos jurados pode ser impugnado, por meio do recurso cabível; o que é vedado é que o Tribunal, analisando esse recurso, profira decisão que adentre o mérito do que fora decidido pelos jurados. Nesse sentido, o Código de Processo Penal prevê que se a decisão do Conselho de Sentença for "manifestamente contrária à prova dos autos", o Tribunal competente poderá cassar essa decisão, e determinar que novo Tribunal do Júri seja realizado. Dessa forma, o Tribunal reconhece o equívoco na apreciação probatória, sem, contudo, desrespeitar a soberania dos jurados, eis que não proferirá, ele próprio, nova decisão, determinando apenas outro julgamento pelo júri. É possível ainda a revisão criminal contra a decisão do Tribunal do Júri, caso a sentença condenatória tenha se baseado em depoimentos, exames ou documentos comprovadamente falsos.
Por outro lado, as decisões do juiz togado poderão ser substituídas, caso delas se recorra, já que o juiz do Tribunal do Júri decide apenas questões formais, relativas ao procedimento e a aplicação da pena. 

### Competência para o julgamento dos crimes dolosos contra a vida

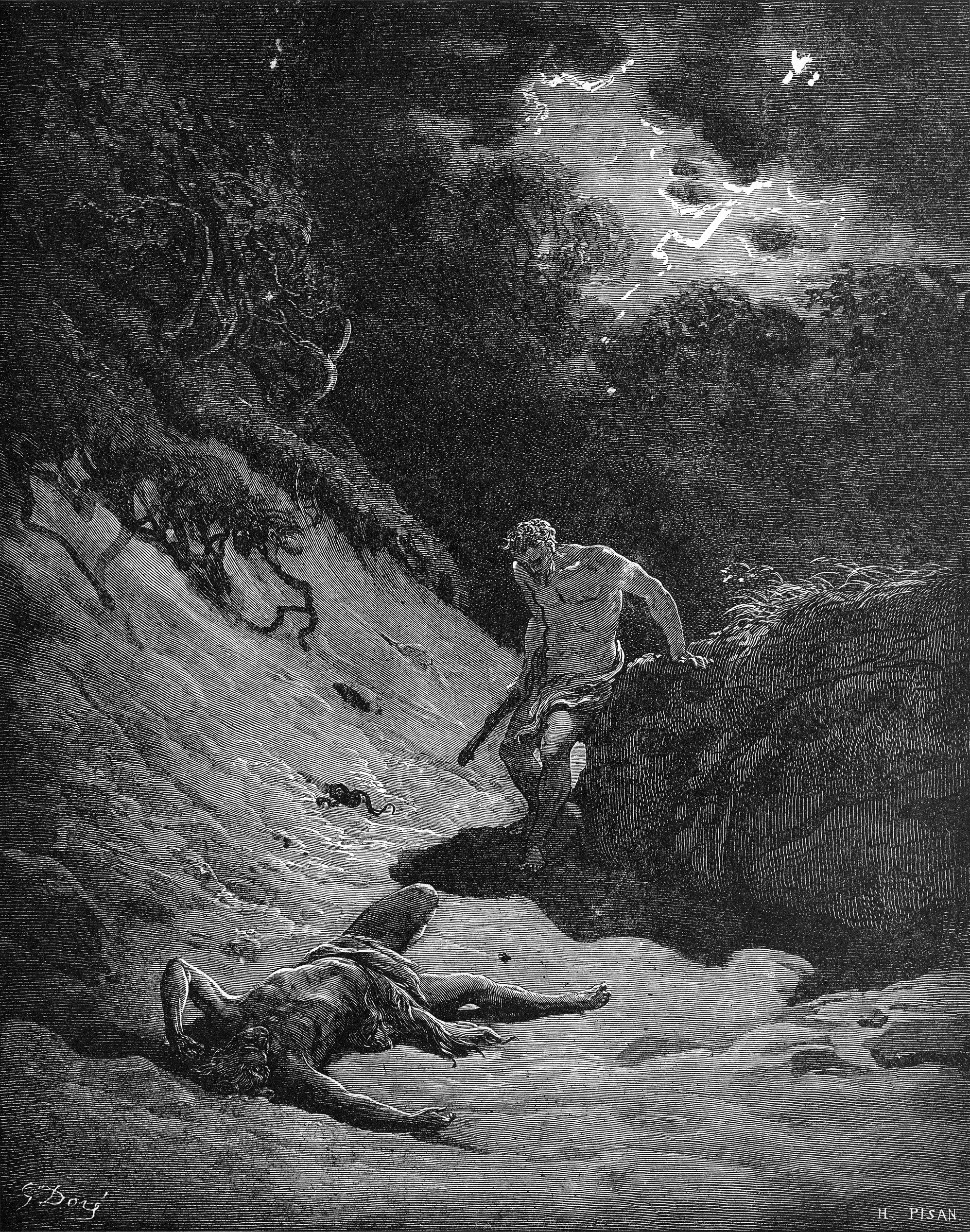
Cain mata Abel, por Gustave Doré. O homicídio doloso, por ser um crime contra a vida, deve ser julgado pelo Tribunal do Júri.

O Tribunal de Júri tem competência para o julgamento dos crimes dolosos contra a vida, segundo a Constituição Federal. Essa competência é dita mínima, pois não pode ser reduzida, nem por emenda constitucional, mas pode ser ampliada, por meio de lei ordinária. Essa ampliação da competência do Júri por meio de lei já ocorre de fato, já que o Código de Processo Penal (CPP) determina que o Tribunal do Júri julgue também os crimes conexos ao crime dolosos contra a vida, salvo em se tratando de crimes militares ou eleitorais, hipótese em que deverá se dar a obrigatória separação dos processos.
A Constituição Federal não uma lista de "crimes dolosos contra a vida", de modo que a competência do Tribunal do Júri é construída por doutrina e jurisprudência. O entendimento amplamente majoritário aponta como crimes contra a vida

- Homicídio;
- Feminicídio;
- Induzimento, instigação ou auxílio a suicídio;
- Infanticídio;
- Aborto.

Para que tais crimes sejam julgados pelo Tribunal do Júri, é necessário a presença do elemento subjetivo dolo por parte do agente.

#### Crimes que não são de competência do Tribunal do Júri

##### Latrocínio
"A competência para o processo e julgamento de latrocínio é do juiz singular e não do Tribunal do Júri."
— Supremo Tribunal Federal, enunciado de súmula nº 603.
O Código Penal (CP) não prevê uma infração penal autônoma denominada "latrocínio"; a figura, em verdade, é constituída pelo crime de roubo qualificado pelo resultado morte. Dessa forma, em se tratando de roubo, considera-se uma infração contra o patrimônio, e não contra a vida, uma vez que o roubo se encontra inserido no capítulo "dos crimes contra o patrimônio". Esse é o entendimento do Supremo Tribunal Federal, consagrado em seu enunciado de súmula nº 603.

##### Ato infracional cometido por menor de idade
Nos termos da Constituição Federal, os menores de 18 anos são penalmente inimputáveis, ficando sujeitos à legislação especial, denominada Estatuto da Criança e do Adolescente (Lei nº 8 069/1990), comumente chamado de "ECA". Segundo o ECA, "considera-se ato infracional a conduta descrita como crime ou contravenção penal"; dessa forma, menores de 18 e maiores de 12 anos não cometem crimes, mas atos infracionais, que são de competência do Juizado da Infância e da Juventude.

##### Genocídio
O crime de genocídio, no Brasil, é constituído por variadas condutas elencadas pela Lei nº 2 889/1956, dentre as quais incluem-se atos que não implicam na morte de integrantes de grupo nacional, étnico, racial ou religioso, tais como "causar lesão grave", "adotar medidas destinadas a impedir os nascimentos no seio do grupo" e "efetuar a transferência forçada de crianças do grupo para outro grupo". Dessa forma, o genocídio, em abstrato, não é de competência do Tribunal do Júri; todavia, se praticado mediante morte de membros do grupo, deverá o agente responder pelos crimes de homicídio em concurso com o delito de genocídio, sendo então julgado pelo Júri.

##### Crime cometido por pessoa com foro por prerrogativa de função
"A competência constitucional do Tribunal do Júri prevalece sobre o foro por prerrogativa de função estabelecido exclusivamente pela Constituição Estadual."
— Supremo Tribunal Federal, enunciado de súmula vinculante nº 45.
Segundo o Supremo Tribunal Federal, o crime doloso cometido por agente público que disponha de foro por prerrogativa de função será de competência do respectivo Tribunal, e não do Júri, desde que esse foro esteja previsto diretamente na Constituição Federal. Segundo o entendimento mais recente da Corte sobre a prerrogativa de função, é necessário também que o crime tenha sido cometido durante o exercício do cargo e relacionado às funções deste. Assim, a título de exemplo, se um Promotor de Justiça for denunciado por homicídio doloso, será julgado pelo Tribunal de Justiça de seu respectivo estado, e não pelo Júri, desde que demonstrado que o homicídio seu deu durante o exercício do cargo público e esteve relacionado com as funções de Promotor.
Caso a prerrogativa de foro esteja prevista exclusivamente em Constituição Estadual, o agente público será julgado pelo Tribunal do Júri, nos termos do enunciado de súmula vinculante nº 45 do Supremo Tribunal Federal.